# Bernvocal
Bernvocal ist ein 2013 von dem Dirigenten Fritz Krämer gegründetes Vokalensemble für Alte Musik mit Sitz in Bern.

## Über das Ensemble
Unter den Mitwirkenden sind u. a. Solisten wie Miriam Feuersinger, Dominik Wörner, Peter Kooij, Hana Blažíková und Kai Wessel. Das Ensemble arbeitet u. a. mit Maurice Steger, der Camerata Bern, Enrico Onofri, Václav Luks und Vital Julian Frey zusammen.
Das Ensemble interpretiert Werke alter Meister wie Monteverdi, Gesualdo, Schütz, Schein, Purcell, Händel, Bach und Biagio Marini, teilweise auch in neu herausgegebenen Bearbeitungen.
Das Ensemble Bernvocal steht unter dem Patronat von Alt-Bundesrätin Simonetta Sommaruga.
2023 feierte das Ensemble sein 10-jähriges Bestehen mit der Aufführung der Marienvesper (Monteverdi) als Abschlusskonzert beim Musikfestival Bern.

## Diskografie
- 2021: Stagioni d’Amore – Madrigals by Biagio Marini, Giovanni Rovetta & Giovanni Valentini (Passacaille)[4]

## Projekte
- 2013	„Let Mine Eyes Run Down With Tears“ – Continuo Anthems von Henry Purcell
- 2014	„Chiaroscuro“ – Madrigali di Monteverdi
- 2015	„Die mit Tränen säen“ – Geistliche Vokalmusik von Heinrich Schütz
- 2015	Schütz: Musicalische Exequien
- 2016	Fontana d’Israel – Das „Israelsbrünnlein“ von Johann Hermann Schein
- 2016	Madrigale aus Florenz
- 2017	Tenebrae – Responsoria di Gesualdo
- 2017	Bach: „Geschwinde, ihr wirbelnden Winde“
- 2018	„Zungen wie von Feuer“ – Monteverdi/Lasso/Hassler (Abendmusiken im Berner Münster)
- 2018	Bach: „Gottes Zeit ist die allerbeste Zeit“ – Actus tragicus (Musikfestival Bern)
- 2018	Händel: „Alcina“ (Konzert Theater Bern)
- 2018	„Natale a Parigi“ – Corelli/Vivaldi/Corrette
- 2019	„Tota pulchra es“ – Frühbarocke Hohelied-Vertonungen
- 2019	„Stagioni d’Amore“ – Madrigale von Biagio Marini u. a.
- 2019	„O magnum mysterium“ – Weihnachtliches von Monteverdi bis Schütz
- 2020  „Ave maris stella“ – Vêpres de Charpentier
- 2020  Brumel: Missa „Et ecce terrae motus“
- 2020  „Dies Irae“ (Musikfestival Bern; mit Patricia Kopatchinskaja und der Camerata Bern)
- 2021  Schütz: „Die Sieben Worte“
- 2021  Monteverdi: Madrigale (Musikfestival Bern)
- 2021  Couperin: Leçons de ténèbres
- 2022  Bach: H-Moll-Messe (Auszüge), Motetten, Suiten (mit Les Passions de l’Âme)
- 2022  Lasso: „Lagrime di San Pietro“
- 2022	Bach: Actus tragicus
- 2022  Lasso: „Prophetiae Sibyllarum“
- 2023  Monteverdi: Vespro della Beata Vergine (Musikfestival Bern)